# Vancouver (Washington)
|  | No s'ha de confondre amb Vancouver, la gran ciutat de la costa oest del Canadà. |

|  | Aquest article tracta sobre el suburbi de Portland, Oregon, a l'estat federal de Washington. Vegeu-ne altres significats a «Vancouver (desambiguació)». |

Vancouver és una població dels Estats Units i seu del comtat de Clark a l'estat de Washington. Es troba a la ribera nord del riu Colúmbia, davant per davant de la ciutat de Portland (a la ribera sud, a l'estat federal adjacent d'Oregon), És la seu del comtat de Clark (Washington). Segons el cens de l'1 de juliol del 2009 tenia 165.809 habitants.

## Demografia
Segons el cens del 2000, Vancouver (aleshores amb 143.560 habitants) tenia 56.628 habitatges, i 36.298 famílies. La densitat de població era de 1.295,4 habitants per km².
Dels 56.628 habitatges en un 33,4% hi vivien nens de menys de 18 anys, en un 47,3% hi vivien parelles casades, en un 12,1% dones solteres, i en un 35,9% no eren unitats familiars. En el 27,6% dels habitatges hi vivien persones soles el 8,3% de les quals corresponia a persones de 65 anys o més que vivien soles. El nombre mitjà de persones vivint en cada habitatge era de 2,5 i el nombre mitjà de persones que vivien en cada família era de 3,06.
Per edats la població es repartia de la següent manera: un 26,7% tenia menys de 18 anys, un 9,8% entre 18 i 24, un 32,1% entre 25 i 44, un 20,6% de 45 a 60 i un 10,7% 65 anys o més.
L'edat mediana era de 33 anys. Per cada 100 dones de 18 o més anys hi havia 93,8 homes.
Entorn del 9,4% de les famílies i el 12,2% de la població estaven per davall del llindar de pobresa.

## Poblacions més properes
El següent diagrama mostra les poblacions més properes dintre del mateix estat federal de Washington, però no les adjacents de l'estat federal d'Oregon.